# René Deutschmann
René Deutschmann (Strasburgo, 17 novembre 1951) è un ex calciatore francese.

## Carriera
La carriera di René Deutschmann è esclusivamente legata allo Strasburgo, squadra nella quale esordì da professionista durante la stagione 1969-1970 in occasione di un incontro di campionato contro l'Olympique Lione.
Con la squadra alsaziana militò fino al 1985 (vincendo anche un campionato nella stagione 1978-1979), quando si ritirò dal calcio professionistico anche a causa di un infortunio ai legamenti crociati anteriore e posteriore che aveva ridotto notevolmente il suo apporto sul campo nelle ultime due stagioni.

## Statistiche

### Presenze e reti nei club
| Stagione  | Squadra    | Serie | Presenze | Gol |
| --------- | ---------- | ----- | -------- | --- |
| 1969-1970 | Strasburgo | D1    | 7        | -   |
| 1970-1971 | Strasburgo | D1    | 27       | 1   |
| 1971-1972 | Strasburgo | D1    |          | 1   |
| 1972-1973 | Strasburgo | D1    | 9        | -   |
| 1973-1974 | Strasburgo | D1    | 17       | -   |
| 1974-1975 | Strasburgo | D1    | 25       | 2   |
| 1975-1976 | Strasburgo | D1    | 35       | 2   |
| 1976-1977 | Strasburgo | D2    | 33       | -   |
| 1977-1978 | Strasburgo | D1    | 30       | 1   |
| 1978-1979 | Strasburgo | D1    | 34       | 1   |
| 1979-1980 | Strasburgo | D1    | 34       | 4   |
| 1980-1981 | Strasburgo | D1    | 18       | -   |
| 1981-1982 | Strasburgo | D1    | 33       | 1   |
| 1982-1983 | Strasburgo | D1    | 31       | -   |
| 1983-1984 | Strasburgo | D1    | 2        | -   |
| 1984-1985 | Strasburgo | D1    | -        | -   |

## Palmarès
- Campionato francese di seconda divisione: 1

Strasburgo: 1976-1977
- Campionato francese: 1

Strasburgo: 1978-1979